# 静岡市立峰山小学校
静岡市立峰山小学校（しずおかしりつ みねやましょうがっこう）は、かつて静岡県静岡市葵区黒俣にあった公立小学校。

## 沿革
- 1874年（明治7年）3月 - 「清沢村相俣学校」創立により、通学困難のため、安倍郡清沢村黒俣字峰山の瑞光寺を借用し、分校として発足[1]。
- 1892年（明治25年）4月1日 - 相俣学校と分離し、「清沢村立峰山尋常小学校」と称する[1]。
- 1903年（明治36年）11月24日 - 清沢村黒俣字蛇塚小字土休戸に新築移転する[1]。
- 1941年（昭和16年）4月1日 - 「清沢村立峰山国民学校」と称する[1]。
- 1947年（昭和22年）3月31日 - 「清沢村立峰山小学校」と称する[1]。
- 1972年（昭和47年）10月8日 - 80周年記念式典。校旗・校歌を制定[1]。
- 1992年（平成4年）10月24日 - 創立100周年記念式典挙行[1]。
- 2021年（令和3年）3月31日 - 閉校し、清沢小学校に統合[2]。

## 通学区域
葵区
- 黒俣の一部
- 杉尾